# التمن (ویرجینیای غربی)
التمن، غرب ویرجینیا (به انگلیسی: Altman, West Virginia) یک منطقهٔ مسکونی در ایالات متحده آمریکا است که در ویرجینیای غربی واقع شده‌است.

## خصوصیات
التمن ۲۰۳٫۰ متر بالاتر از سطح دریا واقع شده‌است.